# نيوكوريون (إليا)
نيوخوري ميرتونيون (Νεοχώρι Μυρτουντίων) أو نيوخوري (Νεοχώρι) هي قرية منخفضة في إيليا على ارتفاع 21 مترًا. تقع على الساحل الشمالي الغربي لجبال البيلوبونيز، بين أندرافيدا (7.5 كم غربأ) وكيليني (6.5 كم جنوب شرق). وفقًا لخطة كاليكراتيس، شكلت كومونة نيوخوري ميرتوتيا مع فيتيايكا، والتي تنتمي إلى الوحدة البلدية كاسترو - كيليني، والتي تنتمي إلى بلدية أندرافيدا - كيليني. بلغ عدد سكان الكومونة 753 نسمة بينما بلغ عدد سكان المستوطنة 742 نسمة حسب تعداد 2011. 